# 查卡布科縣 (查科省)

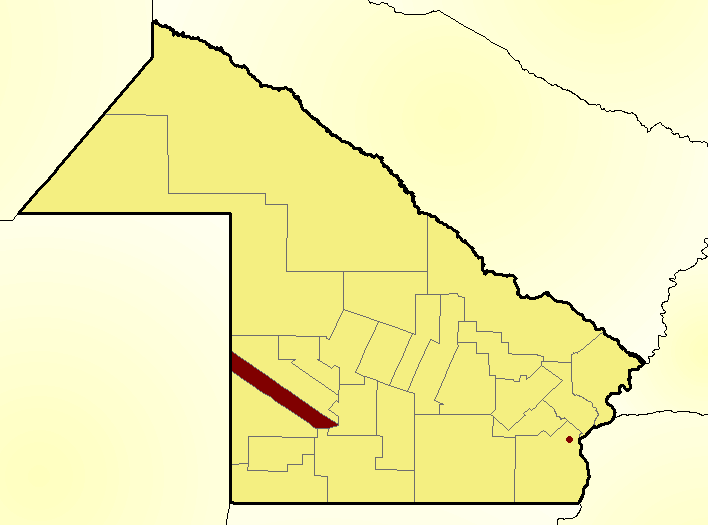

查卡布科縣（西班牙語：Departamento Chacabuco），是阿根廷的縣份，位於該國西北部查科省，首府設於查拉塔，距離雷西斯滕西亞214公里，面積1,378平方公里，2010年人口30,590，人口密度每平方公里22.2人。